# Pont de l'Aigua
El Pont de l'Aigua és un pont del municipi de Rubí (Vallès Occidental) protegit com a bé cultural d'interès local. És un aqüeducte i pont, de dos arcs, de pedra i maons, que agafa l'aigua de la riera de Rubí.